# Ponceaurood KL-erekoord
Het ponceaurood erekoord is een Nederlands waarderingsonderscheidingsteken van de Koninklijke Landmacht.
Het ponceaurood erekoord is een individueel waarderingsonderscheidingsteken, dat bestaat uit een ponceaurood geweven koord (nestel) met gouden nestelpen, te dragen op de linkerschouder. Militairen ontvangen een erekoord wanneer zij zich onderscheiden door bijzondere gedragingen, buitengewone inspanning, toewijding of loffelijk handelen.
De nestel mag alleen gedragen worden op het dagelijks tenue (DT), gelegenheidstenue (GLT) en avondtenue (AT).
In de beginjaren werd de nestel op de trui en het dagelijks tenue (DT) gedragen, en dit alleen in de effectieve rang waarin ze het 'erekoord' kregen. Bij bevordering verloor de ontvanger het recht op dragen. Deze regel werd in de jaren negentig herroepen. Ook bij bevordering mag het Ponceaurood erekoord worden gedragen.
Bevoegd tot het uitreiken tot het Ponceaurood erekoord, zijn de Commandant Landstrijdkrachten, de Ressort, RVE en compagnie-commandanten alsmede de commandant 1 Divisie "7 December".

## Andere waarderingstekens
- Gouden KL-erekoord
- Zilveren KL-erekoord
- Draagspeld bij groepswaardering